# Заречная (станция метро, СНТ "Лесная Поляна")
"Заречная" - нереализованная и законсервированная станция дачного метрополитена в СНТ "Лесная Поляна", расположенная под Центральной улицей рядом с 190-м участком. 

## Краткая информация
Станция "Заречная" - односводчатая станция, которая будет построена при помощи передвижной опалубки по типовому проекту "замоскворецкого" односвода. Идейно-композиционный замысел оформления станции посвящён охране окружающей среды. Рельефный рисунок выложен дугообразными сегментами и напоминает рыбью чешую или кольчугу воина времён Киевской Руси. Путевые стены станции "Заречная" будут отделаны золотистым мрамором "газган". Перед станцией "Туполевская" начинается небольшой метромост, проходящий над Лесной улицей, он же - самый длинный перегон между ними. Архитекторы станции - И. В. Плюхин и Д. А. Ерохин, руководитель всех станций на даче - Николай Иванович Шумаков. В вестибюлях станции будут размещены декоративные композиции с изображениями птиц и растений.